# عنکبوت آکروبات باز مراکشی
عنکبوت آکروبات باز مراکشی (نام علمی: Cebrennus rechenbergi) نام یک گونه از سرده عنکبوت آکروبات باز است.